# Dimitrija Čupovski

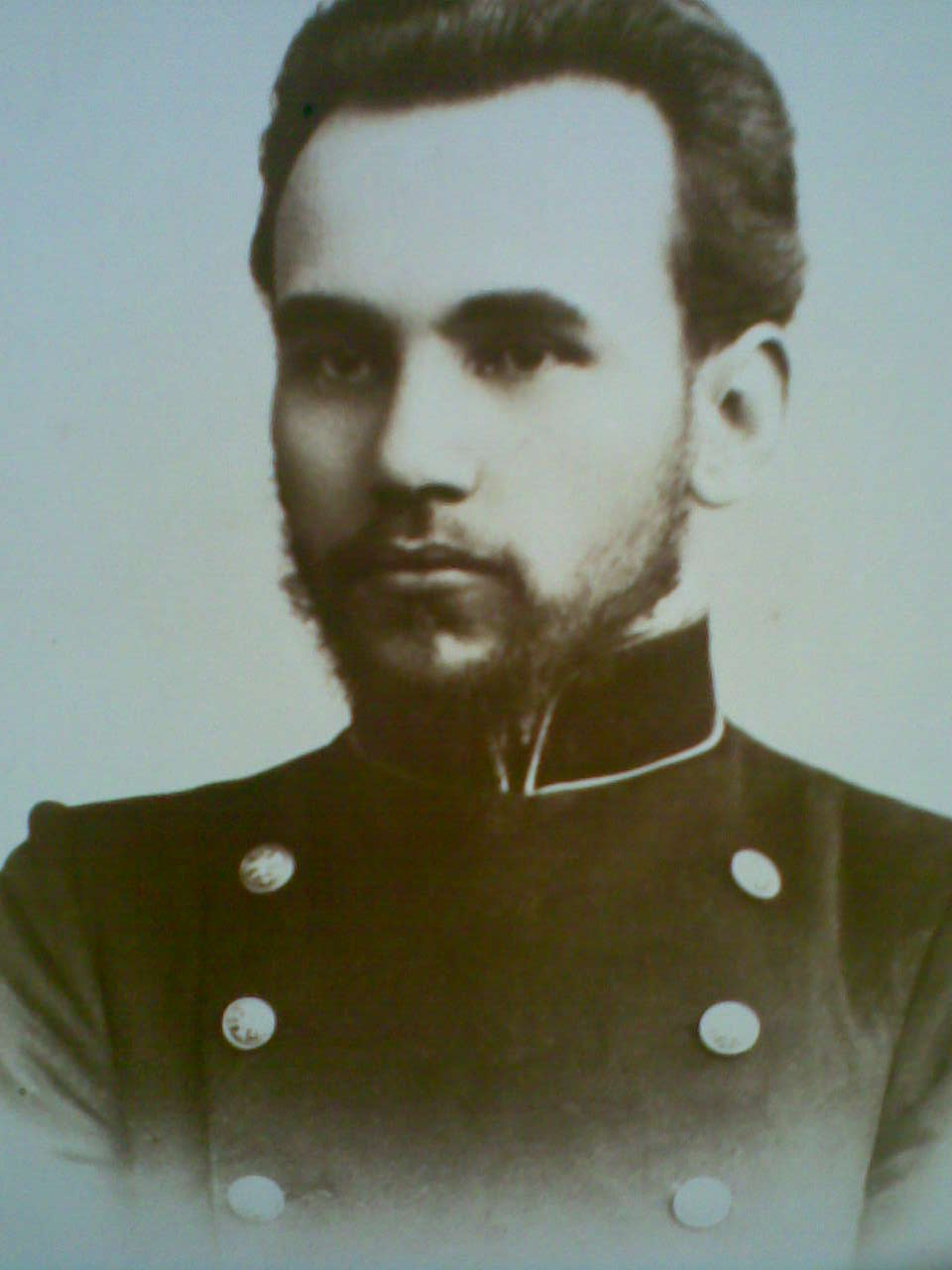
Dimitrija Čupovski

Dimitrija Čupovski (mazedonisch Димитрија Чуповски, bulgarisch Димитър Чуповски Dimitar Tschupowski; * 8. November 1878, Papradište bei Veles, Osmanisches Reich, heute Nordmazedonien; † 29. Oktober 1940 in Leningrad, Sowjetunion) war ein mazedonischer Publizist. Čupovski gilt neben Gjorgi Pulevski und Krste Misirkov als  einer der ersten und prominentesten ethnischen Mazedonier in der Geschichte und als einer der wichtigsten Akteure des Beginns des mazedonischen Nationalismus.

## Leben

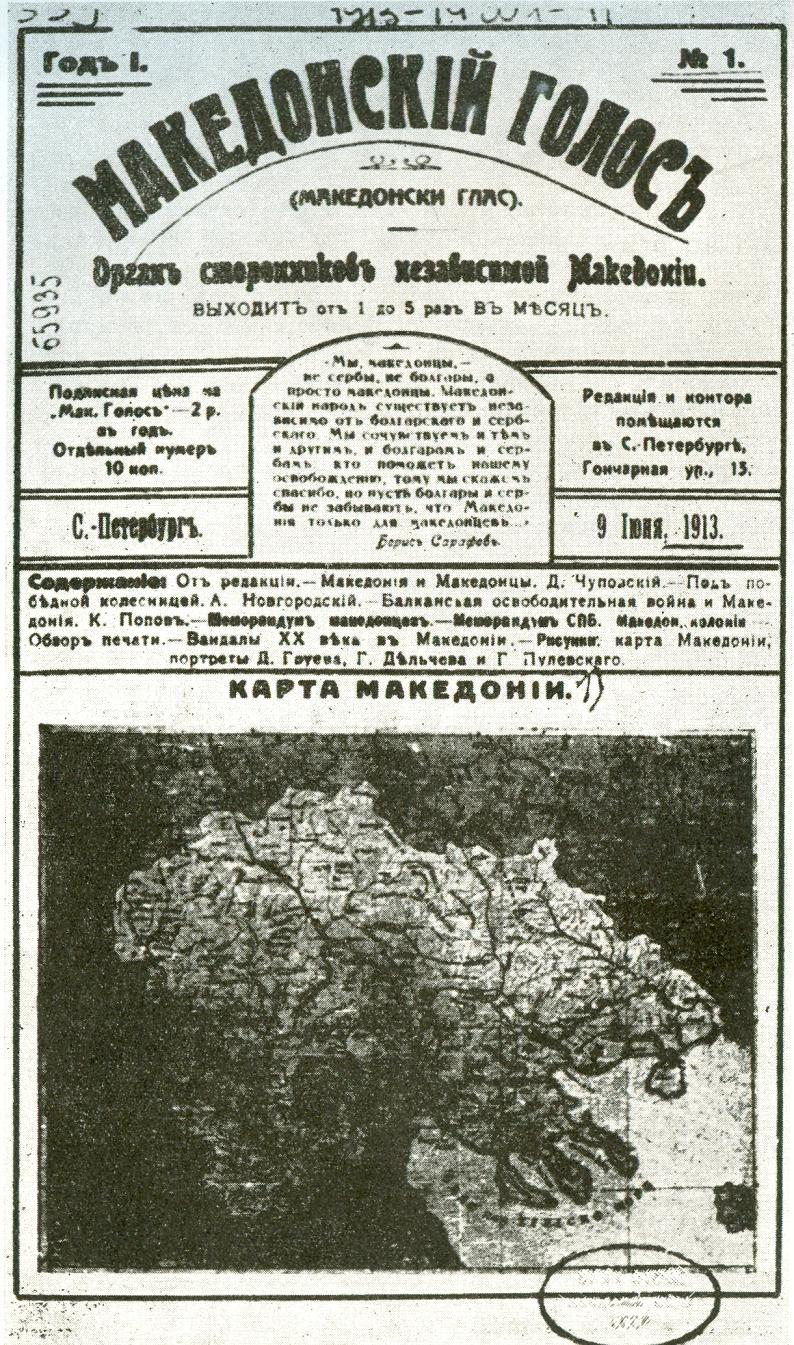
Titelseite der Erstausgabe von Čupovskis Zeitung Makedonskіj Golos (deutsch „Makedonische Stimme“), die zwischen 1913 und 1914 in Sankt Petersburg veröffentlicht wurde; Abbildung der „Karte Makedoniens“

Dimitrija Čupovski wurde im Dorf Papradište (heute Teil der Gemeinde Čaška) im Osmanischen Reich (dem heutigen Nordmazedonien) geboren. Vor der Geburt Čupovskis war sein Vater von albanischen Banditen getötet worden. Als er 10 Jahre alt war, wurde sein Dorf niedergebrannt und er und seine Familie ließen sich in Kruševo, dem Geburtsort seiner Mutter, nieder. Nachdem er das Malerhandwerk erlernt hatte, ging er und seine Brüder auf der Suche nach Arbeit nach Sofia. In der Hauptstadt des neu gegründeten Königreichs Bulgarien arbeitete Čupovski tagsüber und besuchte die von Damjan Gruew, Petar Poparsow und anderen Schülern organisierte Schule.
Danach setzte er jedoch seine Ausbildung in Belgrad an der Lehrerschule der Sveti Sava Gesellschaft von 1893 bis 1894 fort. Nach seiner Ausbildung in Belgrad arbeitete Čupovski von 1895 bis 1896 als serbischer Lehrer in Papradište. Anschließend kehrte er nach Belgrad zurück. Danach setzte er sein Studium in Sankt Petersburg fort. Der bulgarisch-makedonische Revolutionär Christo Schaldew, der damals in St. Petersburg lebte, bezeichnete ihn als eine Person mit pro-serbischen Ansichten. Laut Schaldew, einem Mitglied des geheimen makedonisch-adrianopolitanischen Kreises und IMRO, waren die wichtigsten Ideologen, unter deren Einfluss Čupovski scheiterte, die serbischen Professoren Stojan Novaković, Jovan Cvijić und Aleksandar Belić. Vor allem Novaković nutzte seine diplomatische Rolle in St. Petersburg, um seine Ideen durch seine Unterstützung der 1902 in Sankt Petersburg gegründeten Mazedonischen Literarischen Gesellschaft und ihrer „mazedonischen“ Mitglieder wie Čupovski in die Tat umzusetzen.
Als Čupovski 1905 zum ersten Mal versuchte, eine panmazedonische Konferenz in Veles zu organisieren, wurde er von einem örtlichen Leiter der IMRO Iwan Naumow-Aljabaka aus der Stadt vertrieben und für seine pro-mazedonischen und anti-bulgarischen Ideen mit dem Tod bedroht. Der mazedonische Historiker Blaže Ristovski behauptet, dass dies aufgrund der Intrigen des örtlichen bulgarischen Metropoliten und der Aktivität von Schaldew geschah, der Čupovski dann als serbischen Agenten bezeichnete, aber schließlich in seinen Memoiren einen Brief aus dem Jahr 1904 von Čupovski vorlegen würde, in dem er sich gegen „die serbische Propaganda in Mazedonien und ihren zerstörerischen Einfluss auf das Volk“ ausspricht. Einige bulgarische Forscher vertreten die Meinung, dass Čupovski eine Randfigur darstellt und ein serbischer Agent im Dienst des russischen kaiserlichen Außenministeriums war.
Nach Ausbruch des Balkankrieges 1912 traf Čupovski am 17. November in Sofia ein, wo er auf einen Teil der mazedonischen Emigration traf, jedoch ohne großen Erfolg. Am 4. Dezember kam er in Skopje an, wo Čupovski bei seinem Onkel wohnte und sich auch mit einigen Einheimischen traf. Auch dieser Versuch, sie zur Übernahme seiner pro-mazedonischen Ideen zu bewegen, scheiterte, und er wurde sogar von seinem Verwandten ausgewiesen.
Schließlich ging er nach Veles, wo er eine panmazedonische Konferenz organisierte, die de facto ein Treffen war, an dem einige lokale Revolutionäre des linken Flügels der IMRO teilnahmen. Čupovski überzeugte sie, Vertreter zur Londoner Friedenskonferenz zu entsenden, um zu versuchen, die Integrität der Region Makedonien zu bewahren, aber auch dieser Versuch endete schließlich erfolglos. Danach verließ Čupovski Makedonien und kehrte nach St. Petersburg zurück, wo er die Versendung eines Memorandums zur Unabhängigkeit Makedoniens an die Großmächte und eines weiteren an die Länder der Balkanliga initiierte. Nach den Balkankriegen und der serbischen Annexion von Vardar-Mazedonien enthüllte Čupovski jedes Detail der serbischen chauvinistischen Propaganda und jedes Opfer der serbischen Aggression über Makedonien.
Er war einer der Gründer der Mazedonischen Literaturgesellschaft, die 1902 in Sankt Petersburg gegründet wurde und deren Präsident er von 1902 bis 1917 war. Čupovski war auch Autor einer Vielzahl von Artikeln und offiziellen Dokumenten, Herausgeber des gedruckten Bulletins der mazedonischen Kolonie und Organisator mehrerer mazedonischer Vereinigungen. Er schrieb Verse sowohl auf Russisch als auch auf Mazedonisch. Er produzierte auch das erste mazedonisch-russische Wörterbuch, arbeitete an einer mazedonischen Grammatik und einer enzyklopädischen Monographie über Mazedonien und die Mazedonier. Er erstellte auch eine ethnische und geografische Karte von Mazedonien.
In der Zeit von 1913 bis 1914 veröffentlichte Čupovski die Zeitung russischsprachige Makedonskі Golos (Македонскій Голосъ, mazedonisch Македонски Глас Makedonski Glas, deutsch „Mazedonische Stimme“), in der er und andere Mitglieder der Petersburger mazedonischen Kolonie die Existenz eines separaten mazedonischen Volkes förderten, das sich von den Griechen, Bulgaren und Serben unterscheidet, und Mühe hatten, die Idee eines unabhängigen mazedonischen Staates zu popularisieren. Nach dem Ersten Weltkrieg und der Oktoberrevolution in Russland hörte die politische Aktivität von Čupovski auf. Er starb 1940 in Leningrad in der damaligen Sowjetunion. 1990 wurden seine sterblichen Überreste nach Skopje überführt und in der Kirche St. Spas neben dem Grab von Goze Deltschew beigesetzt.